# Бетовен (филм)
 Тази статия е за филма „Бетовен“.  За немския композитор вижте Лудвиг ван Бетховен.  
„Бетовен“ (на английски: Beethoven) е филм на режисьора Брайън Левант от 1992. Участват Чарлс Гродин и Бони Хънт. Първи филм от поредицата „Бетовен“.

## Сюжет
Внимание:  Текстът по-долу разкрива сюжета на произведението (или части от него)!
Двама престъпници отвличат няколко кученца от зоомагазин. Едно от тях, санбернар (по-късно наречено Бетовен), успява да избяга. Нещата се завъртат така, че то се появява в леглото на най-малката дъщеря на семейство Нютън – Емили. Бащата – Джордж не харесва идеята да го задържат, но жена му Алис и децата му противоречат и той накрая се съгласява да го приютят. Наречен е Бетовен, защото когато Емили свири Пета симфония на Лудвиг ван Бетовен, то ѝ припява с лай.
Освен Емили, семейство Нютън имат още 2 деца – Теодор (наричан от приятелите си Тед) и Райс, които са по-големи. Тед е малтретиран от съучениците си, докато един път не го спасява Бетовен. Те вече не посмяват да припарят до него. Райс обича Марк от баскетболния отбор на училището, но той е влюбен в любимката на училището и Райс остава незабелязана. Първият напредък е, когато Бетовен отвежда Марк до нея и той показва, че знае името ѝ – за нея това означава много.
Семейството притежава компания за ароматизатори и Джордж постоянно търси възможности за разширение. Накрая среща подходящите партньори – Брад и Бри, които му обещават много пари. Но те имат добре скрита цел – да притежават цялата компания.
Джордж ги кани на барбекю, където да се уреди партньорството им чрез няколко документа. Още от началото те не се харесват на Алис и тя кара съпруга си да помисли малко, преди да подпише. Те не се държат добре с нея и децата. Накрая Бетовен се увърта с каишката си около масата и „партньорите“ политат във въздуха, миг преди Джордж да подпише. Той е разгневен и изключително се сърди на кучето, но другите не са съгласни с мнението му и накрая той отстъпва.
След това всичко е спокойно, докато в живота на семейство Нютън не се появява злият доктор Варник. Той иска да вземе Бетовен, за да тества нов вид муниции, експлодиращи при контакт с тъканите. За целта му трябва куче с голям череп и Бетовен е идеален за това. Убеждава бащата Джордж, че санбернарите са изключително агресивни и могат да наранят децата му (което е невъзможно, като се има предвид взаимната привързаност между Бетовен и децата) и се възползва от неговото родителско чувство за дълг към децата му. Варник дори инсценира рана и подтиква Бетовен към нападение и после казва на семейството, че Бетовен го е направил без причина. Единственият свидетел на измамата е малката Емили. Тя защитава Бетовен пред другите, но баща ѝ не ѝ вярва. Той носи Бетовен на Варник, мислейки, че това е за добро. Но другите от семейството се усъмняват до голяма степен в думите на ветеринаря и убеждават Джордж да ги заведе да проверят нещата в навечерието на евтаназията на Бетовен. И се оказва, че Варник наистина е инсценирал всичко. Тогава бащата започва преследване с автомобила си и стига до мястото, където ще се извърши умъртвяването. Влиза на проверка през покрива. Обещава, че ако не се върне до 15 минути, другите трябва да поемат контрола над нещата. Майката Алис отива да се обади на полицията 10 минути по-късно. И тя обещава връщане след 15 минути. Но децата не се сдържат и синът, Теодор подкарва колата към лабораторията на Варник. Междувременно Джордж скача през покрива и поваля един от помощниците на Варник. Но точно тогава докторът идва, за да заведе кучето в лабораторията си. Двамата му помощници (бандитите, от които избяга Бетовен в началото) вземат и друго куче, за химически тест с опасни вещества. Точно в тази безнадеждна ситуация кучето за химическите експерименти захапва доктора по слабините и той стреля във въздуха. Малко след това Тед нахлува в лабораторията с колата си и изстрелва всичките спринцовки за химическия тест право в тялото на Варник. Той пада в безсъзнание. Така Бетовен е спасен и всичко си идва на мястото. И Райс най-сетне разбира, че нейният възлюбен Марк има чувства към нея.

## Участват
- Дик като Бетовен
- Чарлс Гродин като Джордж Нютън
- Бони Хънт като Алис Нютън
- Никол Том като Райс Нютън
- Кристофър Кастил като Теодор Нютън
- Сара Роуз Кар като Емили Нютън
- Дийн Джоунс като доктор Херман Варник
- Дейвид Духовни като Брад
- Патриша Хийтън като Бри
- Оливър Плат и Стенли Тучи като бандитите